# 362

## Hlavy států
- Papež – Liberius (352–366)
- Římská říše – Iulianus Apostata (361–363)
- Perská říše – Šápúr II. (309–379)